# Parallelodiplosis rotunda
Parallelodiplosis rotunda är en tvåvingeart som beskrevs av Dali Chandra 1993. Parallelodiplosis rotunda ingår i släktet Parallelodiplosis och familjen gallmyggor.
Artens utbredningsområde är Maharashtra (Indien). Inga underarter finns listade i Catalogue of Life.